# اصطبل ارگ بم
اصطبل ارگ بم  مربوط به دوره ایلخانی - دوره صفوی است و در بم، داخل ارگ بم، داخل قلعه حکومتی واقع شده و این اثر در تاریخ ۲۷ مرداد ۱۳۸۲ با شمارهٔ ثبت ۹۵۶۵ به‌عنوان یکی از آثار ملی ایران به ثبت رسیده‌است.